# Yoga Vasishtha

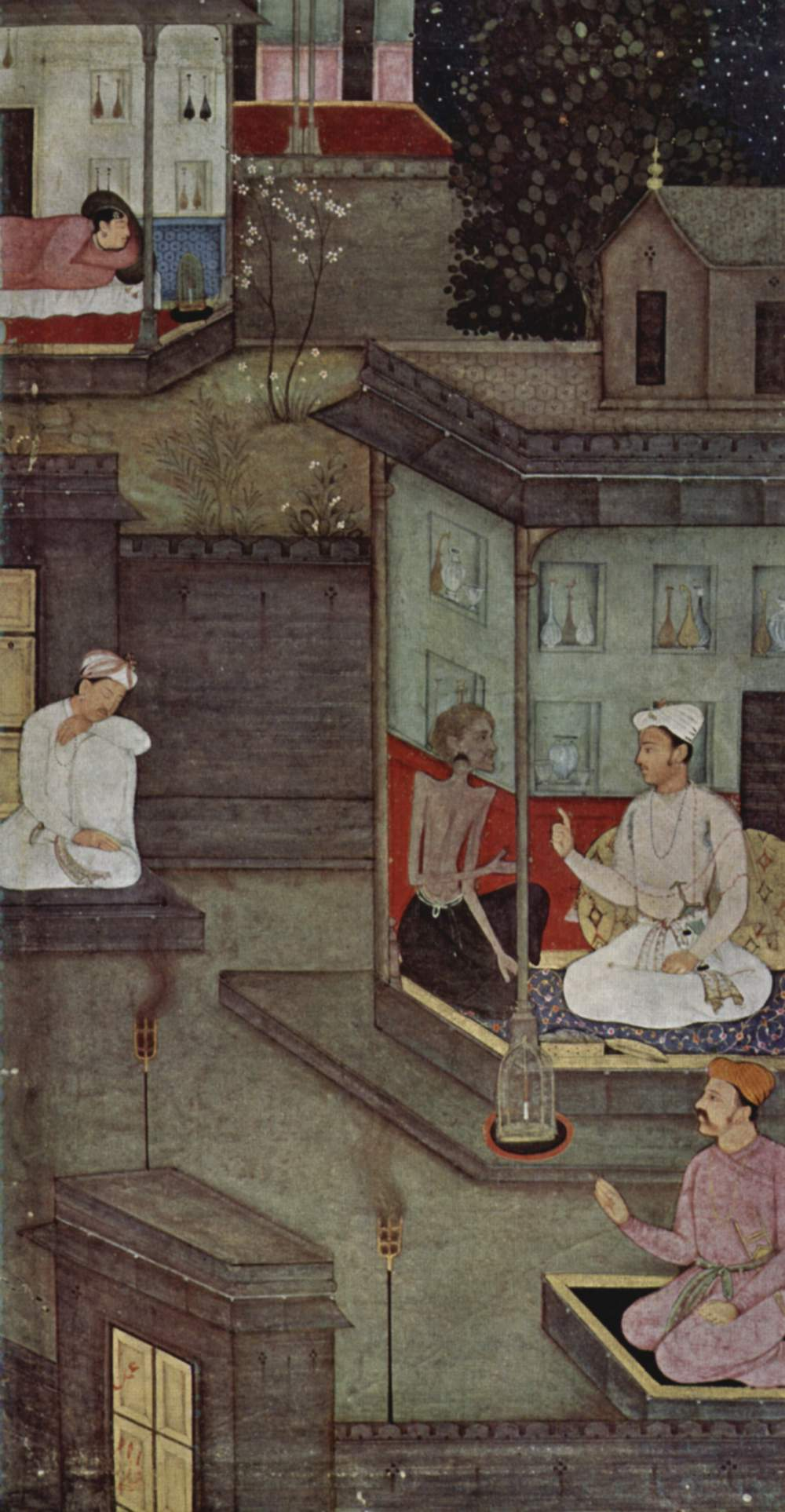
La démone Karkati s'entretient avec le roi. Miniature moghole tirée d’un manuscrit (1602) de la traduction persane du Yoga Vasishtha. (Livre II, Histoire de Karkati). Chester Beatty Library, Dublin.

Le Yoga Vasishtha ou Yogavāsiṣṭha (devanāgarī : योगवासिष्ठ)) est un texte sanskrit de la philosophie indienne āstika, sans doute composé entre le viiie siècle et le xiiie siècle ap. J.-C. . Il est en général attribué à Valmiki, l'auteur du Ramayana, mais serait dû au sage Vasishtha. Le texte se présente sous la forme d'un dialogue entre Vasishtha et le jeune prince Rāma.  

## Titres, datation, forme de l’œuvre
Le Yoga Vasishtha est aussi appelé Vāsiṣṭha Rāmāyana, Yogavāsiṣṭha Mahārāmāyana (« Grand Ramayana exposant l'enseignement du sage Vasishtha ») ou encore Mokṣopāya (« Moyen de délivrance »), ces deux derniers noms figurant dans le texte lui-même. 
Si la date de composition est imprécise (entre le viiie siècle et le xiiie siècle ap. J.-C.), certains spécialistes penchent pour une période qui irait de 1050 à 1290. Une allusion à une œuvre de l'astronome et mathématicien indien Bhāskarācārya datée de 1150 ferait même de cette année le terminus a quo de la composition. L'indianiste Michel Hulin penche lui aussi pour une rédaction au xiie siècle, au Cachemire.  
Le Yoga Vasishtha est un ouvrage philosophique, conçu sous une forme d'une épopée et rédigé dans un style poétique populaire, constitué par un dialogue entre Rama (le héros de l'épopée) et son précepteur Vasishtha. La narration se divise en plusieurs séances qui ont lieu pendant plusieurs jours à la cour du roi, en présence de la famille royale et des courtisans.

## Contenu et structure
Le propos Yoga Vasishtha prend place dans le cadre narratif du Ramayana. Vasishtha initie le jeune Rama à ses devoirs, lui qui sera bientôt roi. Pour ce faire, il développe une métaphysique, alliée à une cosmologie et à une doctrine de l'action et de la libération finale du cycle des renaissances.
Le Yoga Vasishtha développe ainsi une philosophie originale à la jonction du vedanta non-dualiste, du bouddhisme idéaliste (yogacara-vijanavada) et du shivaïsme du Cachemire. Il s'agit d'un « immense poème initiatique où alternent, dans un récit-cadre, des développements didactiques ou spéculatifs et des récits illustrant la vue du monde découlant de ces doctrines [mentionnées par Chenet 1984, p. 139] ».
Le texte comprend en effet  27 687 versets divisés en six livres et quelque 450 chapitres. Les six livres ou sections sont, dans l'ordre :
1. Vairagya Khanda (Le Détachement)
2. Mumukshu Khanda (L'Attitude du Chercheur)
3. Utpatti Khanda (La Création)
4. Sthiti Khanda (L'Existence) ;
5. Upasama Khanda (La Dissolution)
6. Nirvana Prakarama (La Libération)[Note 2].

## Valeur littéraire
Pour Hulin, on a là un texte « d'une qualité littéraire exceptionnelle ». En mettant en scène les questions métaphysiques dans des récits riches et colorés, dont certains viennent de la mythologie hindoue et d'autres qui sont inventés par l'auteur de l'épopée. Il a d'ailleurs toujours été en haute estime dans la littérature religieuse hindoue. Le récit déploie nombre de récits montrant que la « réalité » du monde de la veille n'est rien d'autre qu'un rêve, ou encore fait s'interpénétrer les consciences des personnages, chacun présentant son propre rêve du monde, mettant ainsi habilement en scène l'idéalisme foncier de la doctrine qui constitue la toile de fond de l'ouvrage.